# 杰夫·史密斯 (政治人物)
傑夫·史密斯（Jeff Smith，1963年1月26日—）是一位英格蘭政治人物，他的黨籍是工黨。自2015年開始，他擔任曼徹斯特威辛頓選區選出的英國下議院議員。在當選國會議員之前他是曼徹斯特市的市議員。